# Tarsul
Tarsul település Franciaországban, Côte-d’Or megyében. Lakosainak száma 160 fő (2022. január 1.). Tarsul Courtivron, Vernot, Saulx-le-Duc és Villecomte községekkel határos.

## Népesség
A település népessége az elmúlt években az alábbi módon változott:
| Lakosok száma | 84   | 125  | 127  | 152  | 156  | 145  | 150  | 159  | 157  | 160  |
|               | 1968 | 1982 | 1990 | 2006 | 2013 | 2015 | 2017 | 2019 | 2020 | 2022 |